# ズーリンゲン
ズーリンゲン (ドイツ語: Sulingen, [ˈzuːlɪŋən] ( 音声ファイル)) は、ドイツ連邦共和国ニーダーザクセン州ディープホルツ郡中部の小都市である。ブレーメンの南約 50 km に位置している。

## 地理

### 位置
ズーリンゲンは、ブレーメンの南 50 km、ディープホルツの東 35 km、ニーンブルクの西 30 km に位置している。

ズーリンゲン市区図

### 市の構成
ズーリンゲンは以下の市区からなる。括弧内は人口を示す。
- 中核市区 ズーリンゲン（9,273人）
- クライン・レッセン（565人）
- グロース・レッセン（637人）
- ラートローゼン（536人）
- ノルトズーリンゲン（1,336人）
- リンデルン（545人）

### 隣接する市町村
ズーリンゲンは、北西および北はザムトゲマインデ・バルンストルフおよびザムトゲマインデ・シュヴァフェルデン、東はザムトゲマインデ・ジーデンブルク、南東はシュタイアーベルク、南と南西はザムトゲマインデ・キルヒドルフと境を接している。

### 河川
ズーリンゲンをズーレ川、クーバッハ川、クライネ・アウエ川、アラーベーケ川（この川は東のザムトゲマインデ・ジーデンブルクとの市境の一部を形成している。）

## 歴史

### 古代
1899年にネヒテルゼンで発見された剣は紀元前2000年から紀元前800年の青銅器時代前期に創られたものである。1952年にノルトズーリンゲン近郊のズーレ川で発見された丸木舟は紀元前400年から紀元前300年のものである。

### 中世
1029年5月30日にズーリンゲン集落が初めて文献に記録されている。この最初の文献には、ズーリンゲンにミンデン司教の農場があったことが記されている。この司教の農場は、中世末期にホーヤ伯領となった。この農場周辺に15世紀後期にフレッケン・ズーリンゲンが形成された。おそらくズーリンゲンには城がなかったため、この集落は代官区や行政区の本部所在地とはならず、アムト・エーレンブルクに属したが、このアムト内で最重要の集落であった。
ズーリンゲンでは1347年と1349年にペストが流行した。生き延びたのは27家族だけであった。
ズーリンゲンは1300年頃から1527年まで首席司祭の管轄区に置かれていた。首席司祭（1381年からはミンデン聖堂首席司祭）が教会法の裁判権を執行していた。宗教改革により、ズーリンゲンを含むミンデン司教区は、ミンデンの司教領主ヘルマン・フォン・シャウムブルクによって福音主義ルター派に改宗した。その後ズーリンゲンに対する福音主義監督管区が設けられた。

### 近世
17世紀の初めに、ズーリンゲンに初めて学校が創られた。三十年戦争の時代（1618年 - 1648年）には、酷いペスト禍、略奪、放火、宿営に苦しめられた。
18世紀の初めに福音主義監督の館、カントールの館、役場の地下倉庫、J. デンカーの家が焼失した。1719年9月12日の別の大火で町はほぼ完全に破壊された。1719年から始まる現存する教会名簿は、「魂の登録簿」（牧師の「住民への聞き込み」による住民の名前と日付の記録）によって補足されている。
再建は、火災前後の都市計画を描いた技術少尉エーデンに託された。18世紀にこの町には5件の鍛冶屋があり、新たにギルドが形成された。1779年に穀物酒の蒸留所リューニングが創設された。1791年にクリストゥス・フリードリヒ・リューニングは、ハノーファー - ニーンブルク - ズーリンゲン - オスナブリュック・ルートの宿駅許可書を得た。この乗り継ぎ所は少なくと16頭の馬を保持していた。リューニングの屋敷は向かい側の不動産を獲得した後、騎士領と記述されるようになった。1803年6月3日にズーリンゲン協定に署名がなされたが、その批准をナポレオンが拒否し、1803年7月5日のアルトレンブルク協定によってようやくハノーファー選帝侯の降伏が完了した。
1852年にアムト裁判所が設けられたことで、ハノーファー王国のアムト・ズーリンゲンが成立した。1866年のプロイセンによるハノーファー王国併合後、1885年にこのアムトからズーリンゲン郡が形成された。貯蓄銀行が設立され、2つの市民公園が整備された。さらに、電信局、病院、ジュート通り沿いの発電所が設立された。ミューレンホーフの市民大学や職業学校も建設された。

### 1900年以降
鉄道ラーデン - ズーリンゲン線が1900年9月29日に開通した。1901年にバッスムまで延伸され、ブレーメンへの接続が可能となった。1904年に新聞「ズーリンガー・ナハリヒテン」が創刊された。1911年から街灯が電化された。1925年、ズーリンゲンにミッテルシューレ（中等学校）が開校した。1927年にはシュメリング通りに病床数42床の郡立病院が開業した。
1932年に当時のグラーフシャフト・ディープホルツ郡と合併したことで、この町は、ズーリンゲン郡の郡庁所在地の地位をディープホルツに譲らねばならなかった。
最初の文献記録から900年後の1929年にズーリンゲンは都市権を与えられた。1923年から1997年までニーンブルクからディープホルツへ至る鉄道路線にも接続しており、鉄道の交差する駅となっていた。1994年にこの路線の最後の列車がズーリンゲン駅を離れた。
1990年、建て込んだ市街地から連邦道B61号線とB214号線を離すためのバイパス道路建設に伴い、シュタットゼー（湖）が浚渫された。

### 市町村合併
1974年3月1日にグロース・レッセン、クライン・レッセン、リンデルン、ノルトズーリンゲン、ラートローゼンが合併した。

## 住民

### 人口推移
1980年代から2000年までの間に人口は約2,000人増加した。

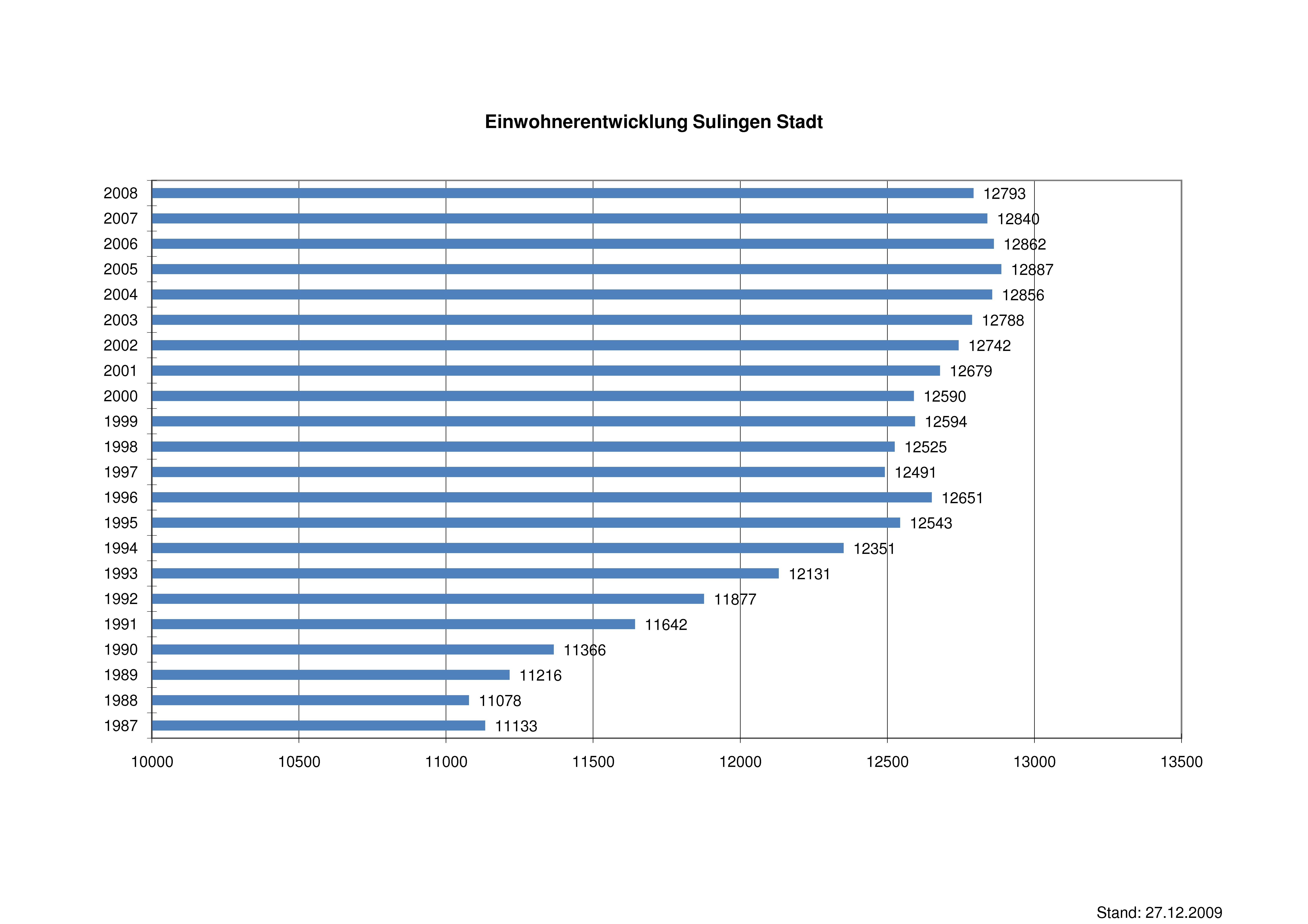
1987年から2007年のズーリンゲンの人口推移

## 行政

### 市議会
市議会は、26議席で構成されている。

### 首長
2013年11月29日に無所属のディルク・ラウシュコルプが市長に就任した。彼は2013年10月6日の市長選挙で 58.1 % の票を獲得して勝利した。この選挙の投票率は 46.9 % であった。
過去の市長:
- 2001年 - 2013年: ハーラルト・クノープ（無所属）

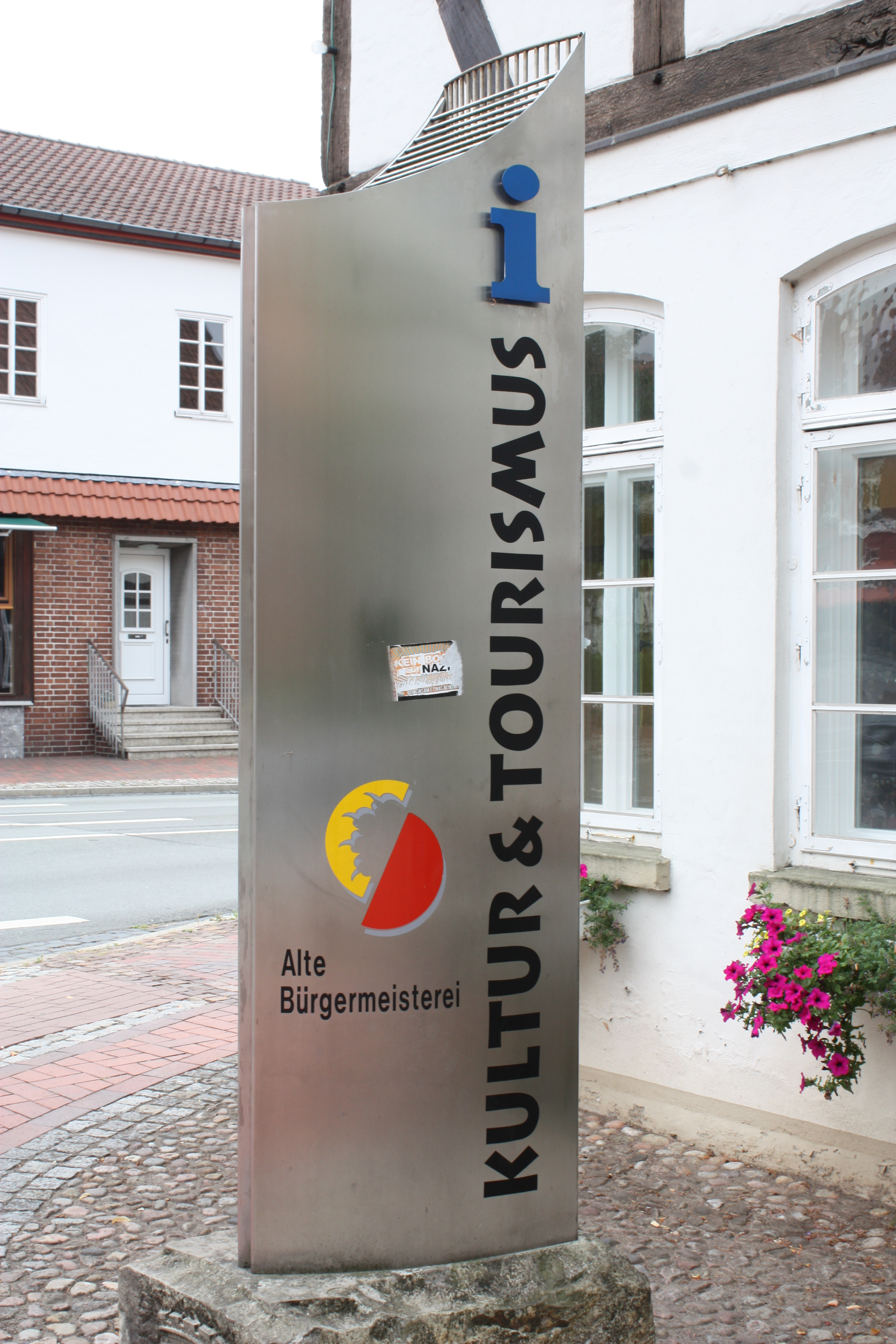
ズーリンゲンのロゴが描かれた旧ズーリンゲン町長庁舎前の標識

### 紋章
現在の市の紋章は、1581年のズーリンゲンの印章に由来する。これは直立したクマの腕と、ラテン文字の "S" を並べたものであった。紋章は胸壁を戴いている。現行の紋章は、紋章学上の修正がなされ、その構成が精確に確定されているという点のみが過去のものと異なっている。
紋章の精確な意味は知られていない。紋章学的に外向きに配置されたクマの腕と折れ曲がって配置された"S"の文字は、2本の直立したクマの腕を紋章としていたホーヤ伯の管轄下にあったことを示しているのであろうと推測される。

### ロゴ
ズーリンゲン市のロゴは、黄色と赤の半円で構成されている。黄色い半円には、紋章の直立したクマの手が表現されている。

### 姉妹都市
- ガルテン（デンマーク語版、英語版）（デンマーク、中央ユラン地域）1986年
- ヨニシュキス（リトアニア語版、英語版）（リトアニア、シャウレイ郡）2000年[7]

## 文化と見所

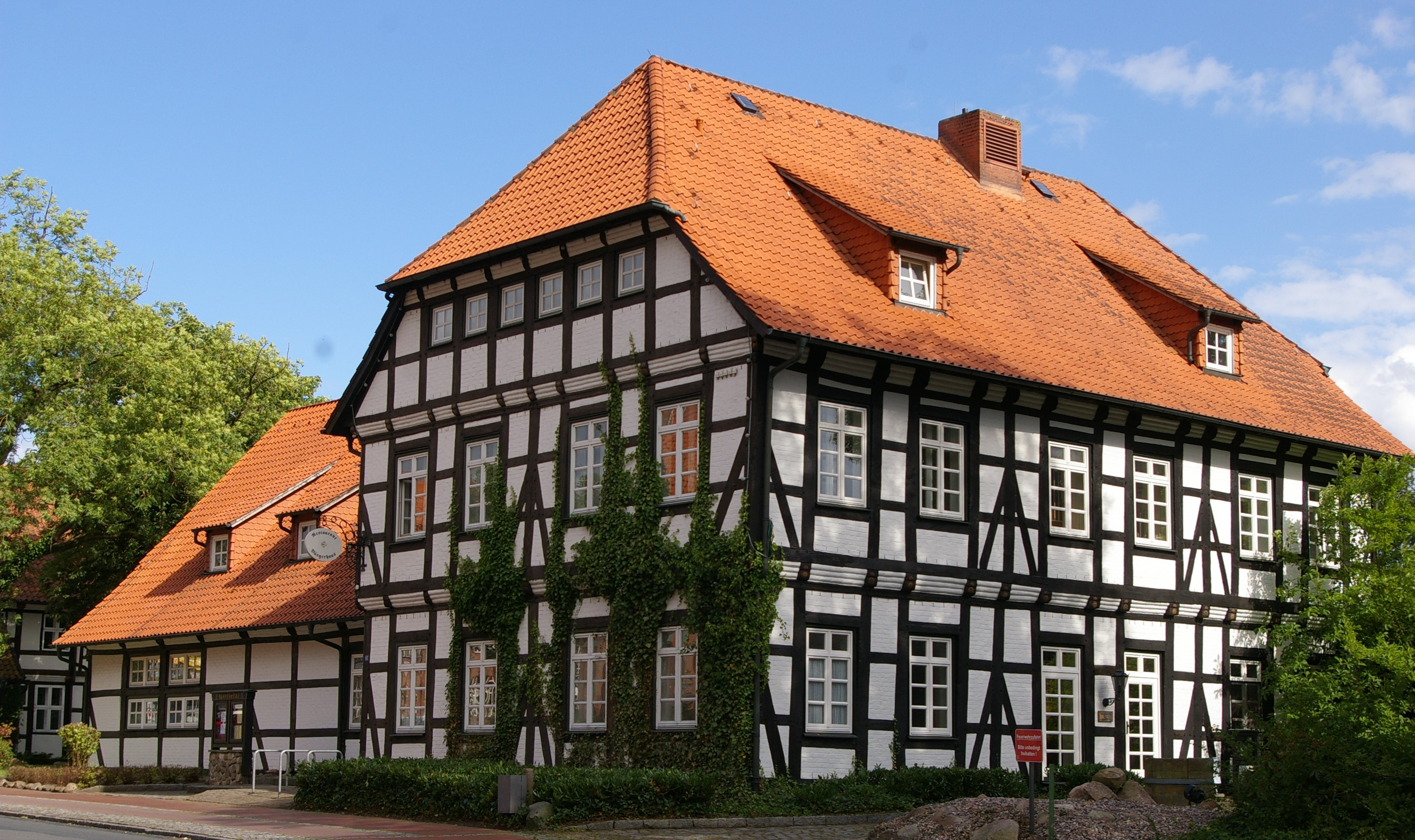
福音主義監督官の館

### 建築

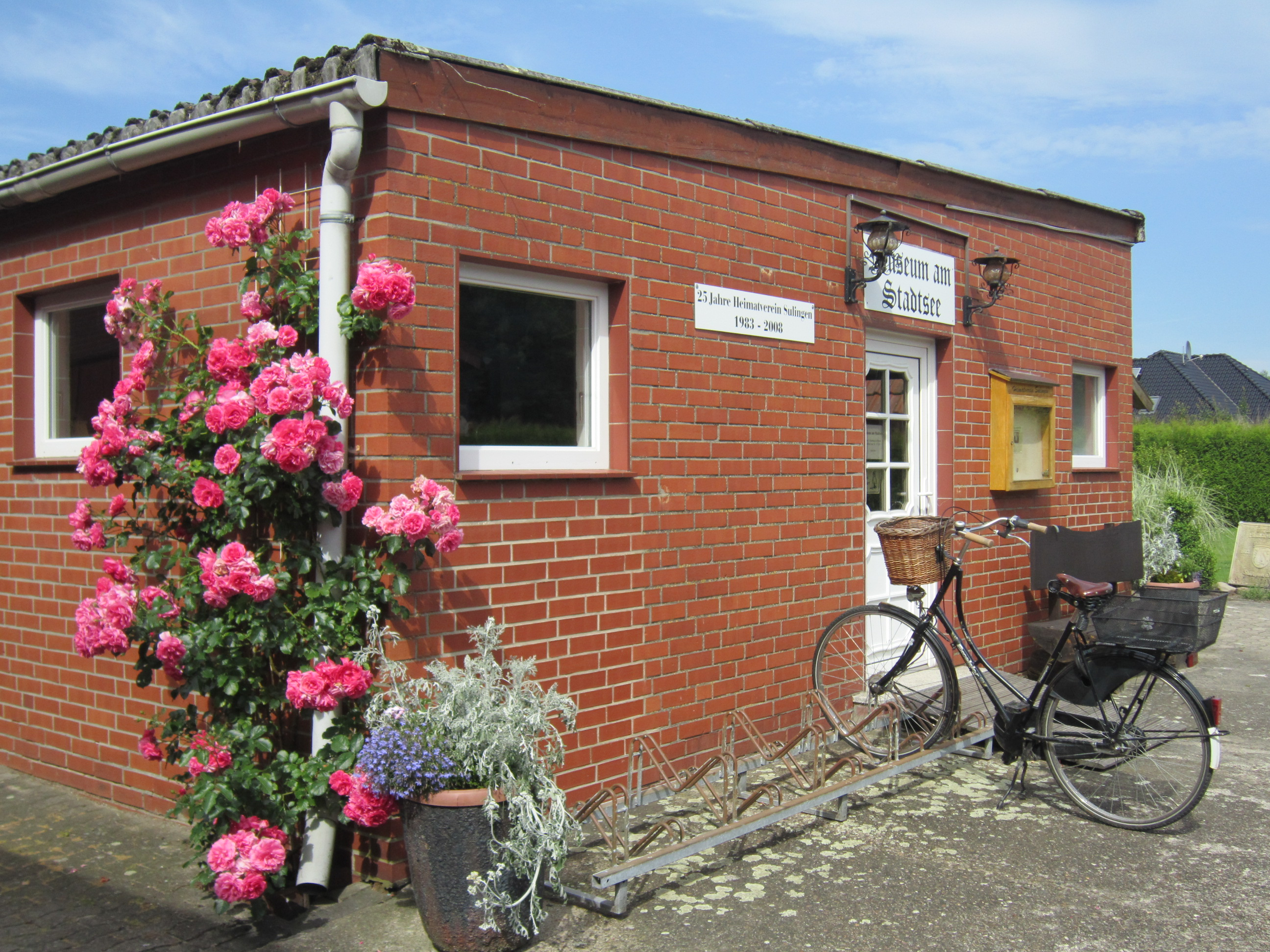
シュタットゼー湖畔博物館

- 福音主義ニコライ教会: 13世紀に建立されたゴシック様式のハレンキルヘ、ただしレンガ造りの教会塔は別である。また、外壁は1875年に取り替えられた。
- 旧ズーリンゲン福音主義監督の館: 現在は公民館となっている木組み建築。1719年に焼失し、1721年に再建、1980年代に修復されると同時に公民館に改築された。2017年からカフェが併設されている。
- 旧ズーリンゲン町長庁舎: 1753年建造の木組み建築で、2004年から戸籍役場、ツアーインフォメーション、文化協会、および文化イベント会場（音楽、演芸、集会、会議など）となっている。
- ズーリンゲン・ラーツ薬局: 1737年建造の木組み建築。現在はブレンシュルック（蒸留酒）の工場となっている。
- リンデン通り9番地の建物。1726年建造の木組みの家で、現在はズーリンガー・クライスツァイトゥングの新聞社となっている。
- ズーリンゲン市内には水車が2基ある。ゲーペルハウス近くのマイアーダムの水車は1682年にマイアーホーフ（農場）の一部として建設された。リューニングス・グーツミューレも同じく17世紀に建設された。これらは2000年に修復された。1950年代まではズーリンゲン郊外にもう一つ水車があったが、現存していない。
- 市域の東郊外、ラッブス地区に1851年に回廊付きオランダ風車（ドイツ語版、英語版）として建設されたラッブス風車がある。風車の装置は完全に維持されており、十分に稼働可能である。この風車は2010年から戸籍役場の結婚式に用いられている。かつての倉庫は催事場に改築されている。安全技術上の理由で2012年/13年に風車の羽根と丸屋根が取り外された。ラッブス風車協会による復旧作業で、丸屋根、羽根、回廊が新調された。この風車は申請すれば見学することができる。

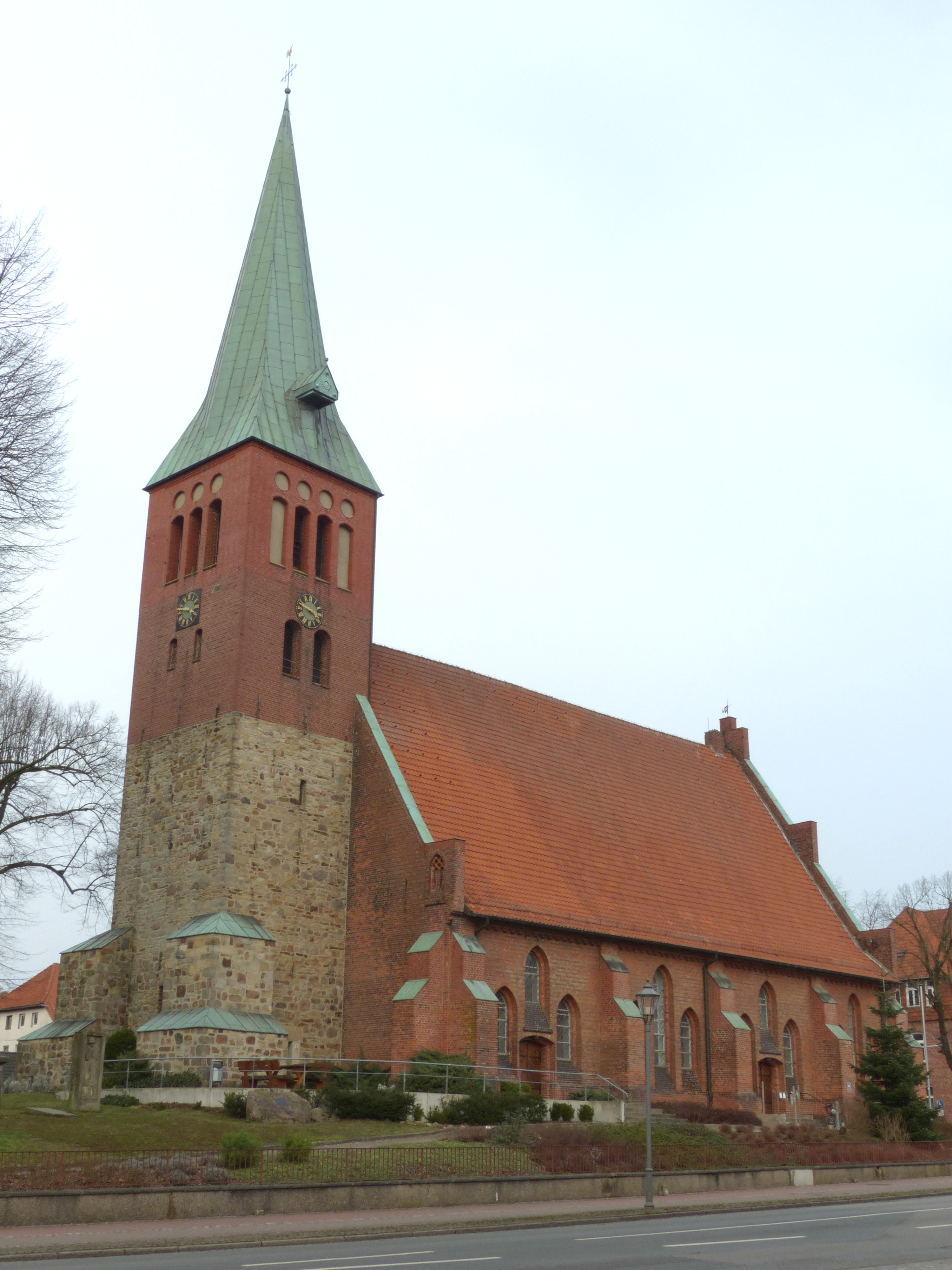
福音主義ニコライ教会
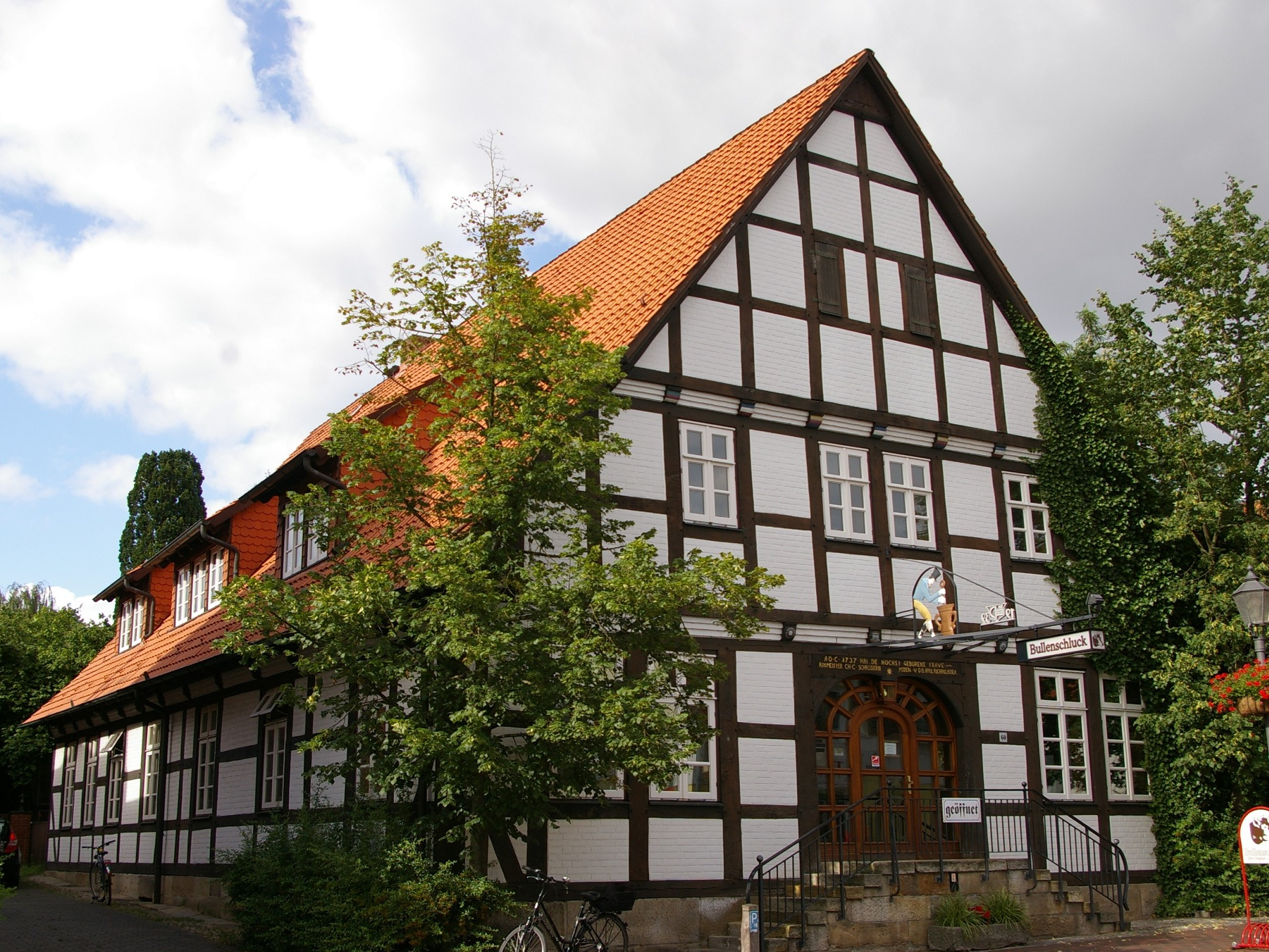
ズーリンゲン・ラーツ薬局
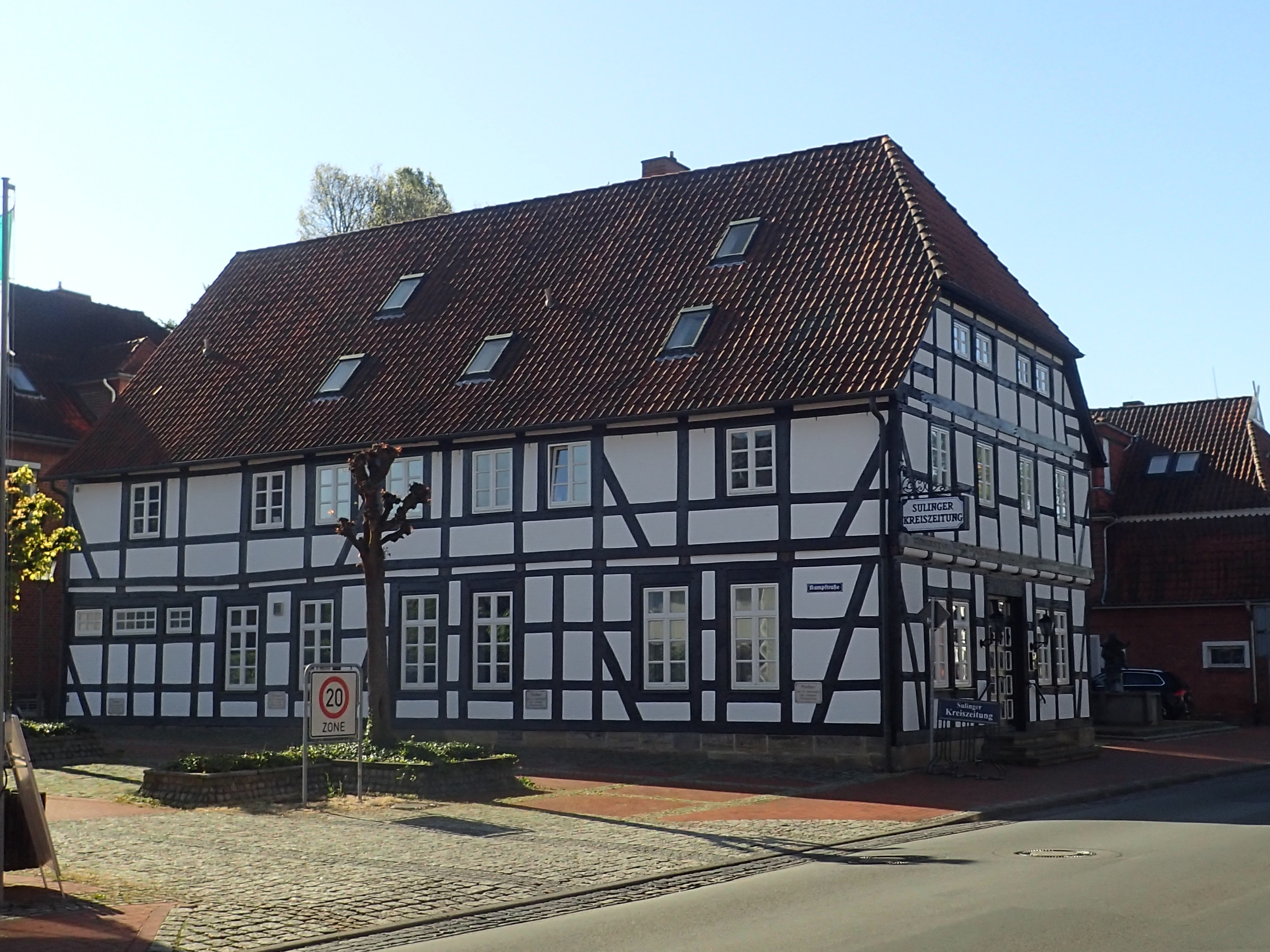
リンデン通り9番地の建物
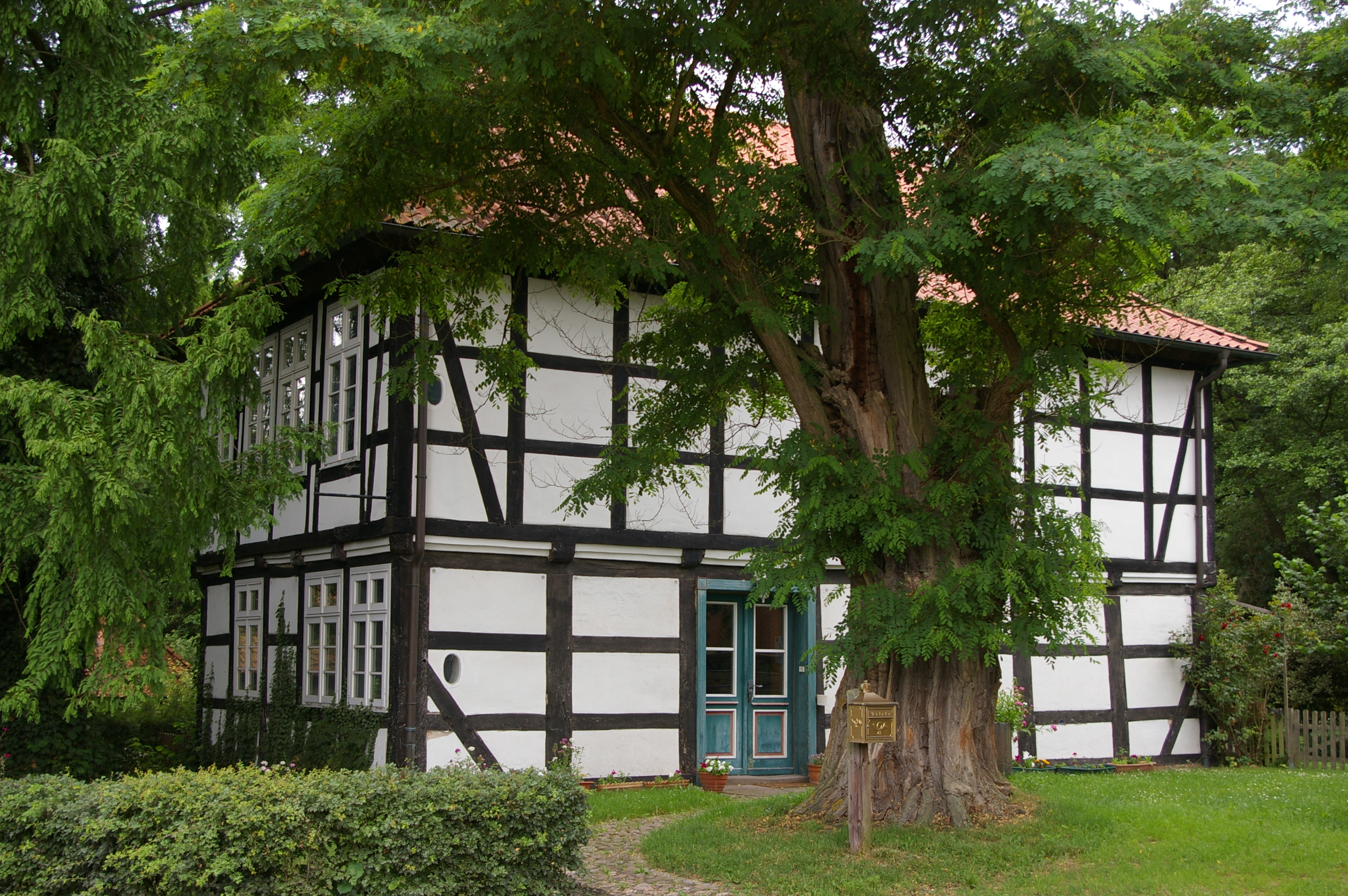
マイアーダムの木組建築
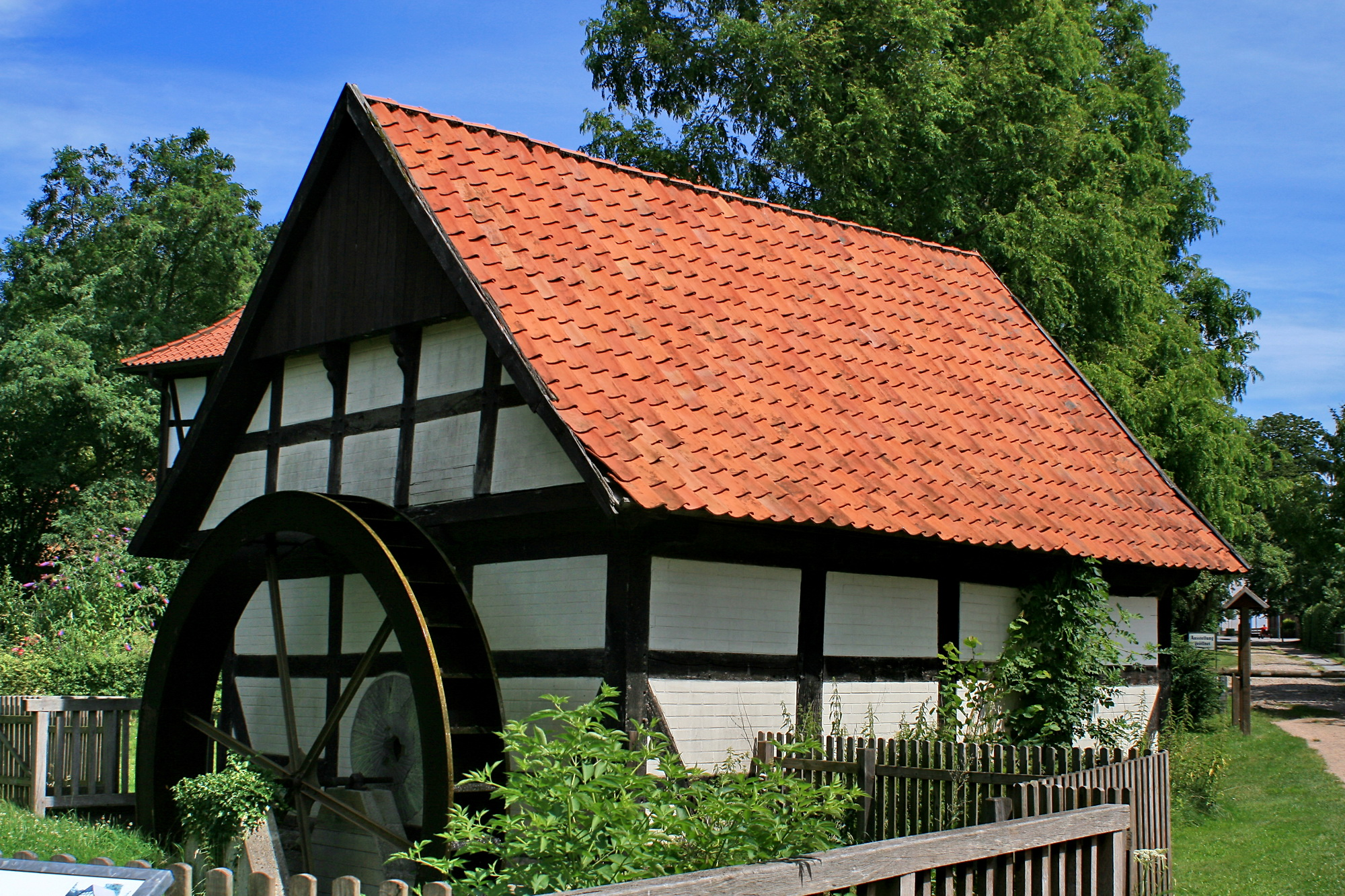
マイアーダムの水車
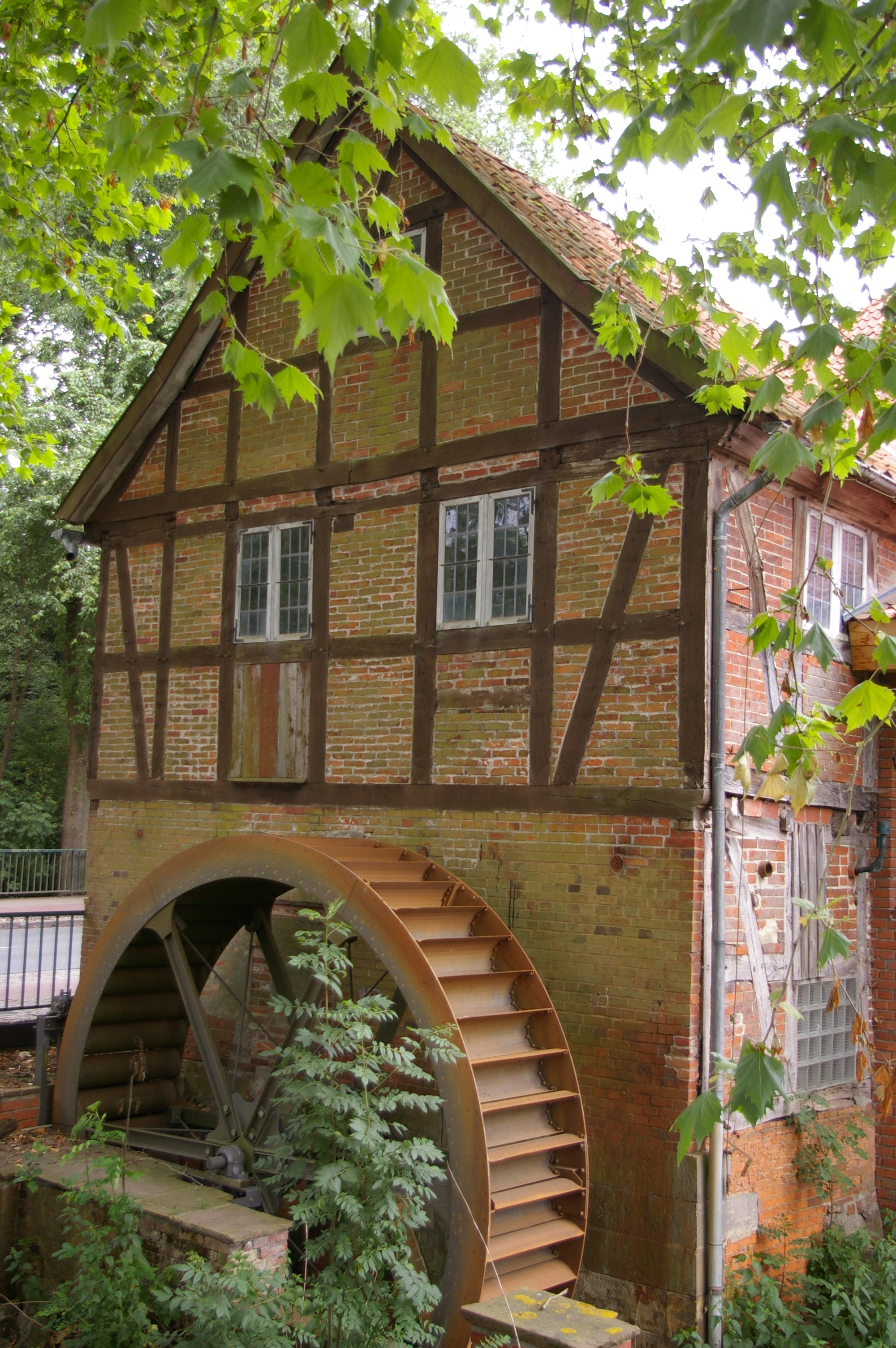
リューニングの水車
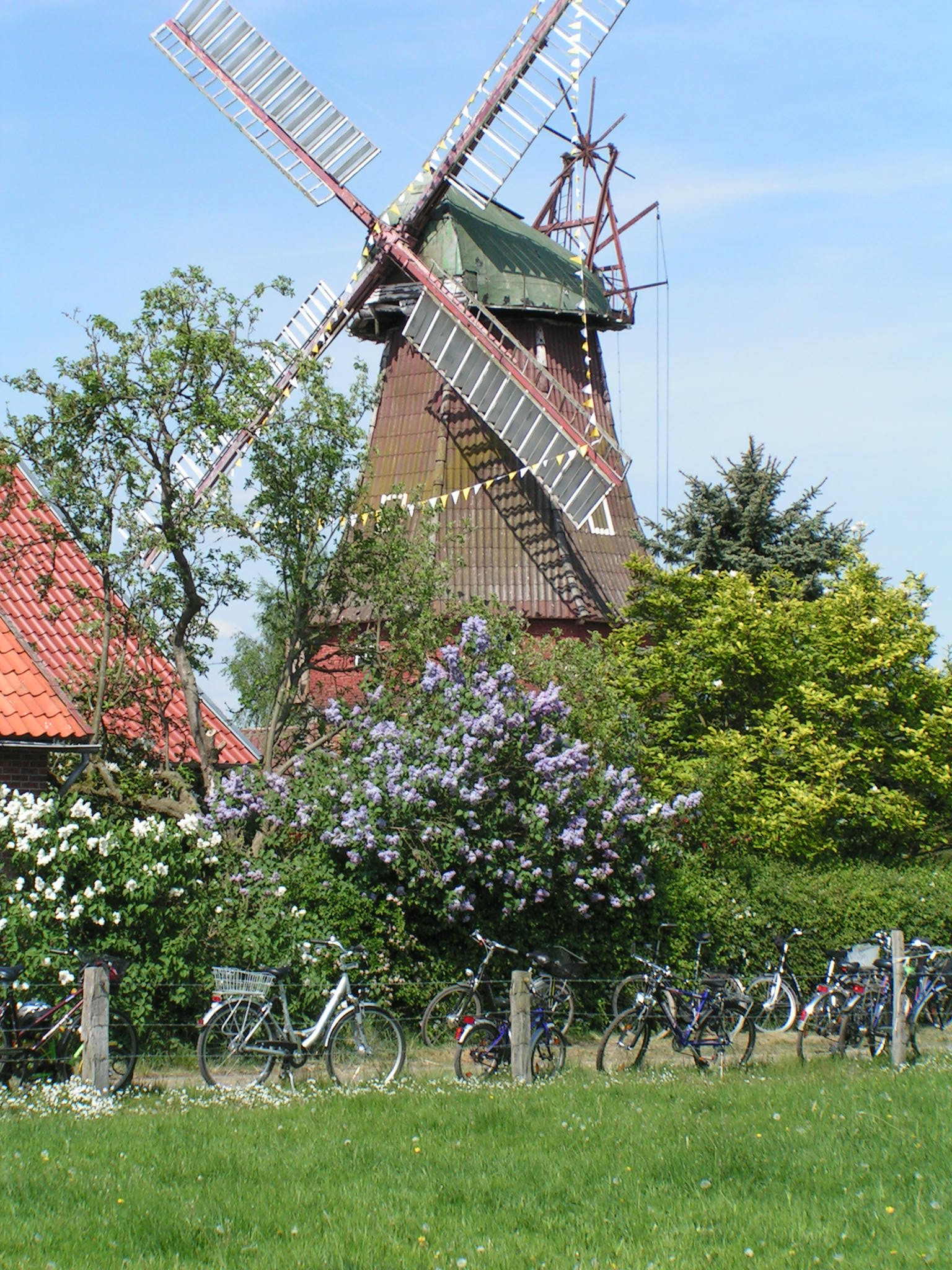
ラッブス風車

### 博物館
景観・保養湖沼「シュタットゼー」の北、ズーリンゲン中心部の南西にあたるクルツェ・ハイデとバッハホルツァーリーデとの交差点に、ムゼウム・アム・シュタットゼー（直訳: シュタットゼー湖畔博物館）がある。この博物館の運営はズーリンゲン郷土協会が行っている。常設展示されているのは、キッチン、1924年の寝室、部屋、印刷室と植字室、靴職人の工房である。さらに重点テーマに沿った入れ替え展示もなされている。

### 市立文書館
市立文書館はズーリンゲン市の行政文書アーカイブである。それは、ズーリンゲン市の文書（アーカイブ資料）適切にアーカブされ、すなわち収集、配列、整理され、利用者が閲覧できるよう整えられた、いわば「記憶」にあたる。したがって市立文書館では公文書、地図、史料、遺品、地方紙の古い版を研究を行う生徒、学生、学者、作家が利用することができる。文化資料のイッピンものはランゲ通り67番地のビュルガーハウス・ズーリンゲン（公民館）に収蔵されている。

### ユダヤ人墓地
ズーリンゲンのユダヤ人墓地は文化財となっている。これはディープホルツ郡に現存する8つの保存状態の良いユダヤ人墓地の1つである。メーメル通りの墓地には1844年から1934年までのユダヤ人が葬られた墓石が30基存在する。

### 公共スペースの芸術作品
この地方の芸術家による非常にバラエティのある像やオブジェクトが点在している。

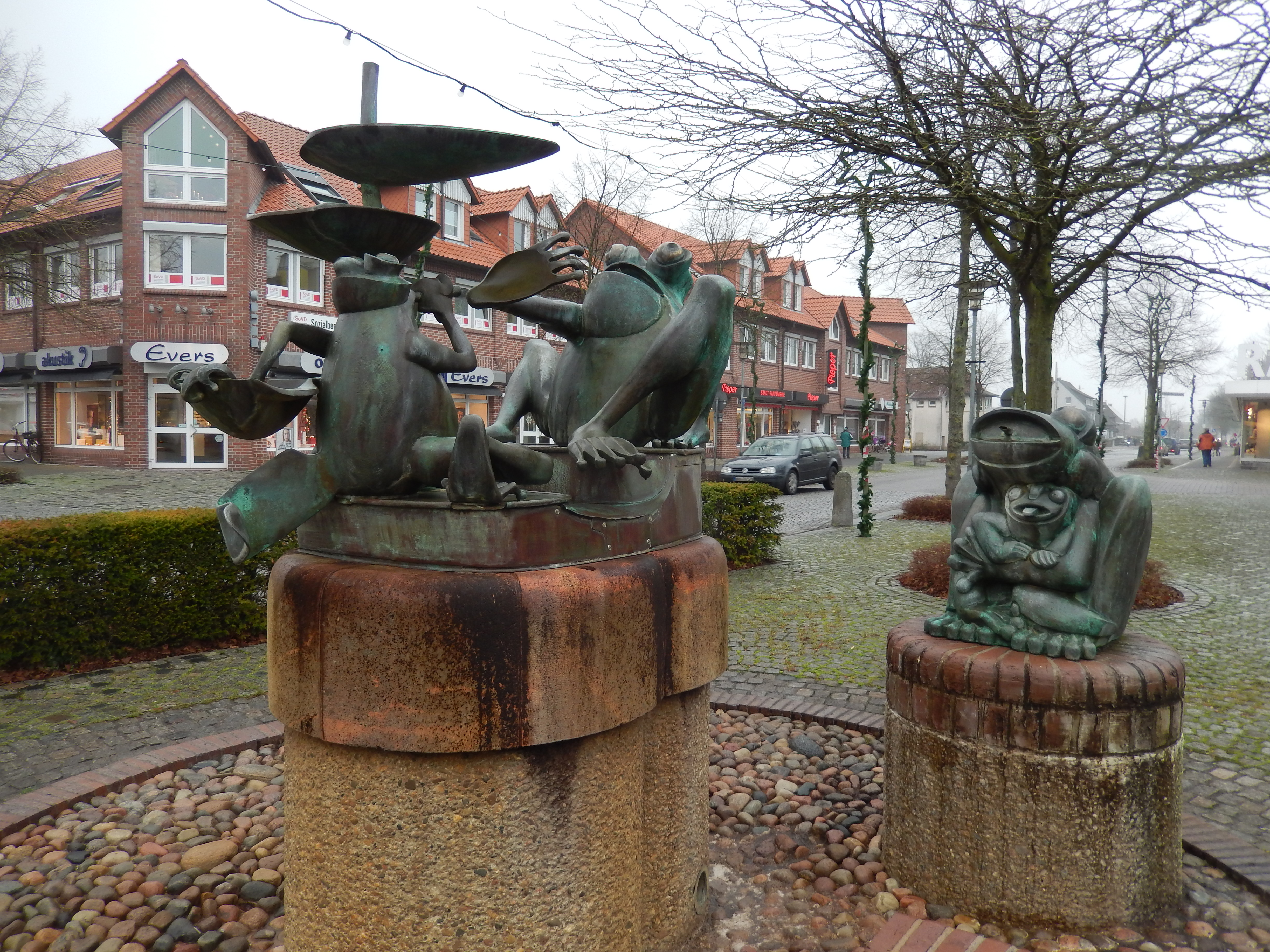
フロッシュブルネン

- ハイドラン・コーネルトによるテラコッタ製の「テアターマスケン」（直訳: 演劇用の仮面）がシュメリング通りの市立劇場内、および周辺にある（1992年）。
- ヴェルナー・ジュンケンベルクによる、ヴェルナー＝クリング通り沿いスポーツパーク内（1992年から2019年）あるいはランゲ通り/ニーンブルガー通り/バーンホーフ通りのランドアバウト（2019年以降）に設置された鋼鉄製の男性像。
- フォルクスバンク・ズーリンゲン前のトーマス・シェーナウアー作「マイルストーン」（2006年）
- ローベルト・エンダースの以下の作品
  - 「マーネンデ・ヘンデ」（直訳: 警告の手）。ミューレンホーフ公園に設置された自然石で創られた戦争悔恨碑である（1964年）。
  - 「レーベン・ウント・クレフテ」（直訳: 命と力）。ノルトズーリンゲン地区のレーベンスヒルフェ＝ヴェルクシュテッテンの敷地に設置された金属像（1985年）。
  - 「オルトシャフトブルネン」（直訳: 村の泉）。市庁舎前。特殊鋼と自然石で創られている（1988年）。
  - 「ゼンゼンシュミート」（直訳: 鎌を作る鍛冶屋）。ズーリンゲン内市街に設置されたブロンズ像（1991年）。
  - 「デア・ツァイトゥングスレーザー」（直訳: 新聞を読む人）。リンデン通りの新聞社前に設置されたブロンズ製の泉（1993年）。
  - 「フロッシュブルネン」（直訳: カエルの泉）。ランゲ通りのブロンズ製の泉（1973年）。
  - 「オイローパ・ウント・ノイン・ムーゼン」（直訳: オイロパと9人のミューズ）。シュメリング通りのギムナジウム/市立劇場の敷地に設置されたブロンズ像（2000年）
  - ネヒテルゼン地区のズーリンガー・ラント給水施設の敷地に設置されたコンクリートと自然石で創られた「ブルネン」（直訳: 泉）

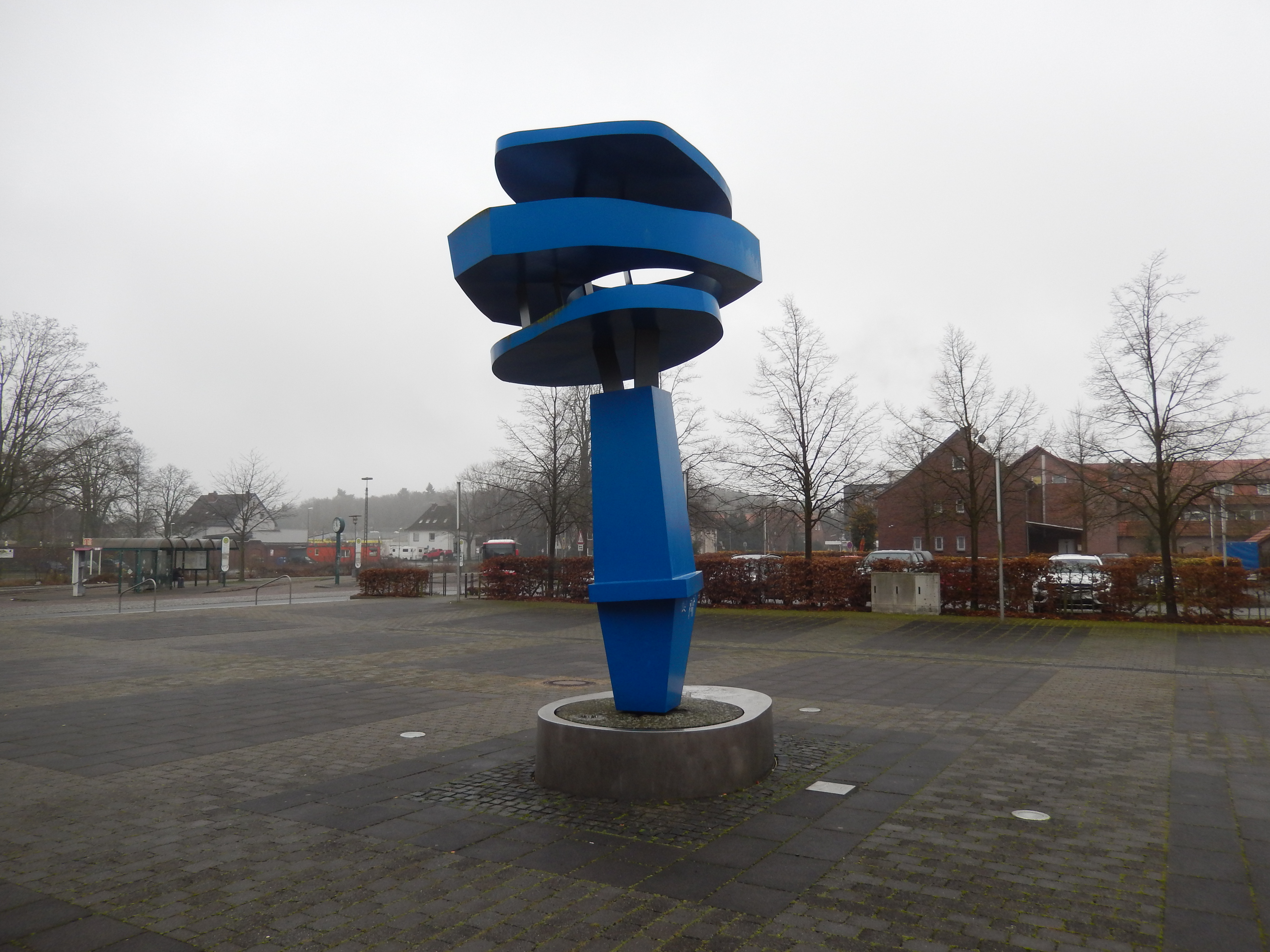
マイルストーン
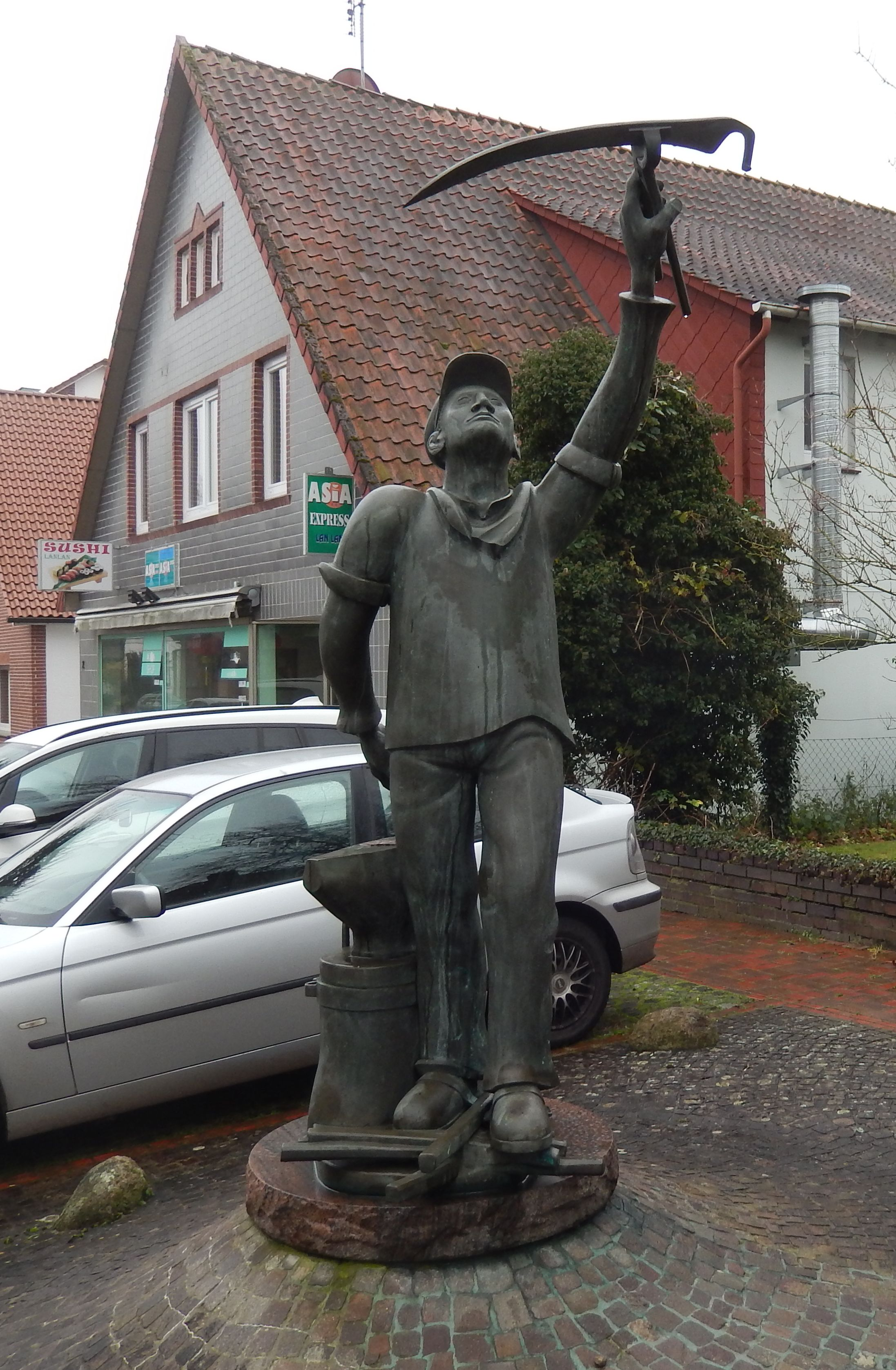
ゼンゼンシュミート
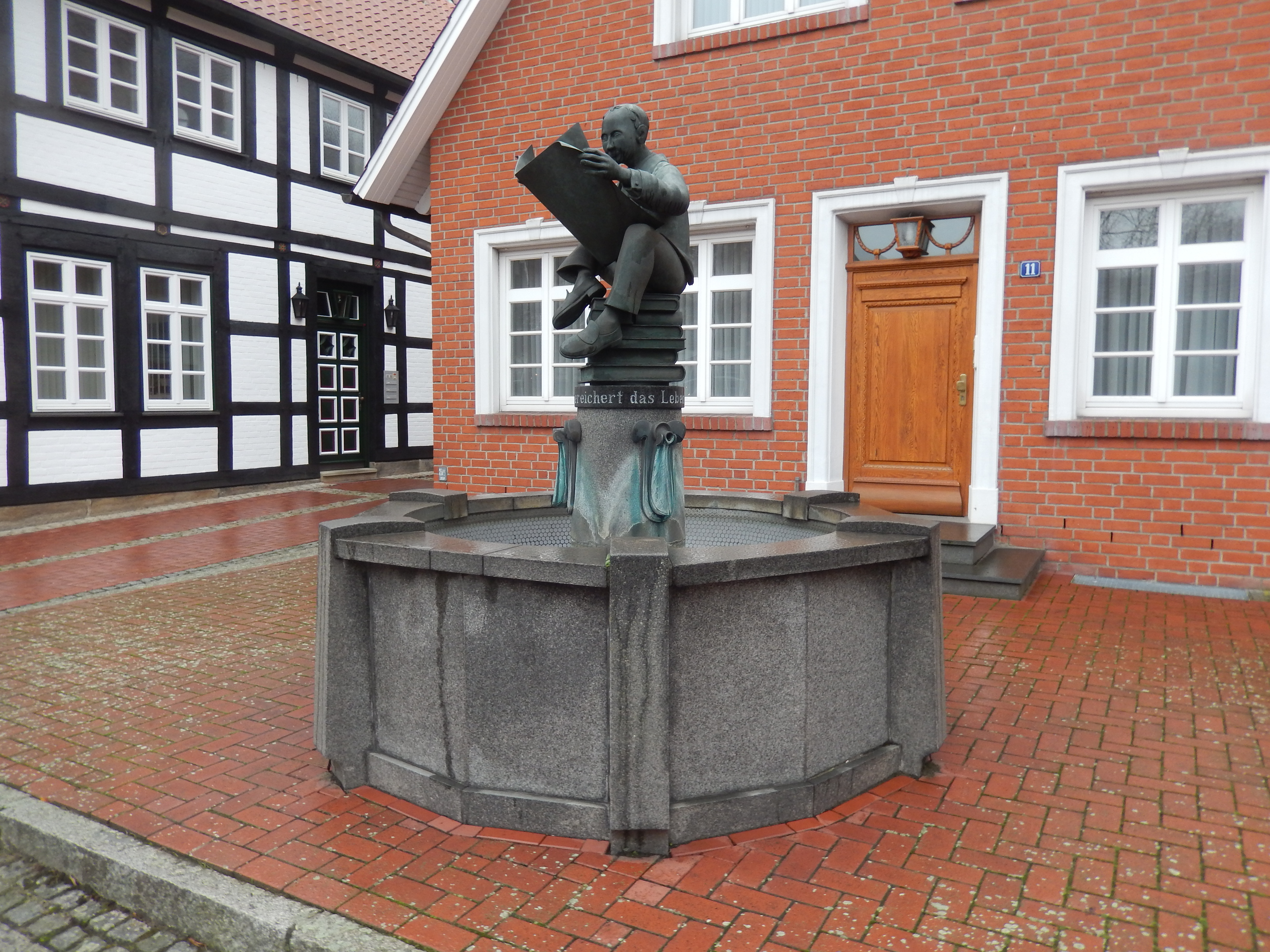
ツァイトゥングスレーザー

### 映画
街の中心部に3スクリーンの映画館（フィルムパラスト・ズーリンゲン）がある。

### 音楽
- レゾフェスト・ズーリンゲン。リゾネーター・ギターをはじめとするリゾフォニック楽器のためのドイツ最大のフェスティバルで、1999年から毎年、世界中からの参加者を集めて開催されている[9]。
- 2011年から毎年ズーリンゲンで、リロード・フェスティバルが開催されている[10]。

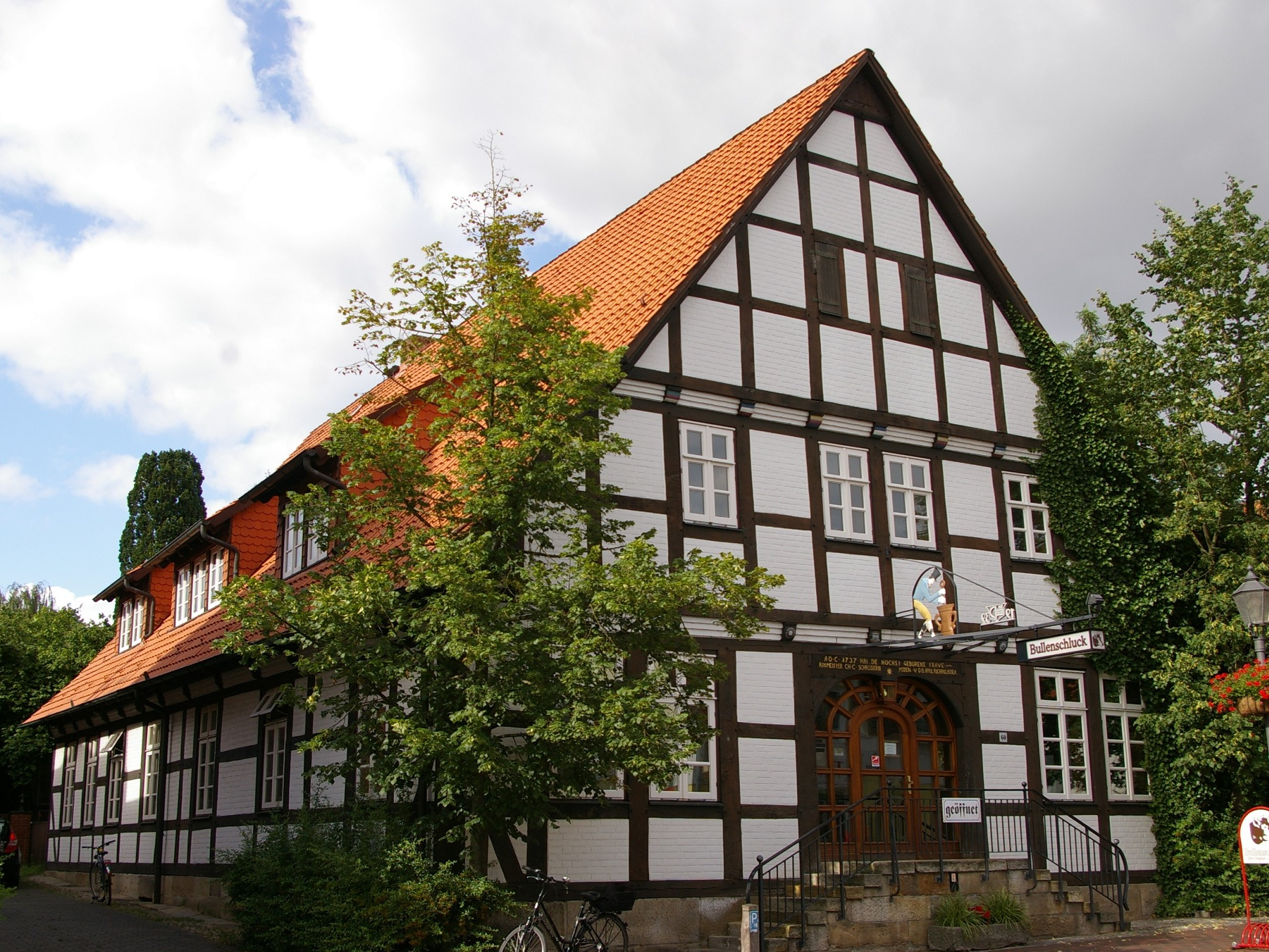
ブレンシュルック製造所

### 名物料理・食材
- 「ブレンシュルック」[11]はアルコール分 43 % のハーブ酒である。
- 「ユッツェントルンク」も類似の飲み物である。
- 「ズーリンガー・ビッター＝ヴルツェン」健胃ハーブ酒
- 「ビュルツェ」主に穀物とともに供されるキュウリのスープ

## 経済と社会資本

### 経済

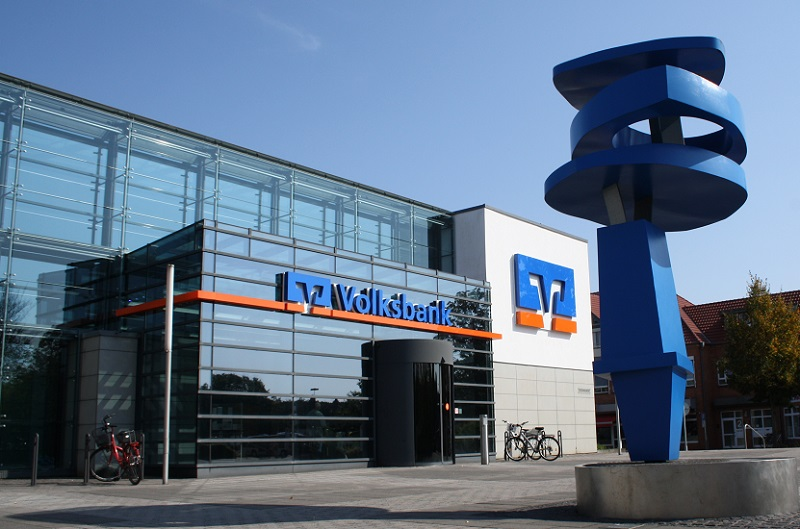
フォルクスバンク・ズーリンゲン本行

#### 地元企業
ズーリンゲンは、フォルクスバンク eG, ズーリンゲンの本社所在地である。最大の雇用主は、約550人を雇用する製靴工場ロイドであるが、ズーリンゲンでの靴製造を停止し、さらに管理部門でも人員削減を行う予定を2020年7月に発表した。
ターゲットプロジェクトや広告戦略をコーディネイトする目的で、地元企業の多くが「イニシアチブ・ズーリンゲン」に参加している。
ズーリンゲンでは定期的にメッセ「インフォーマ・ズーリンゲン」が開催される。この地域の130社以上が、屋内・屋外合わせて約14,500 m2 の敷地に出展する。このメッセの訪問客は、3日間の期間の合計で約2万人に達する。
ズーリンゲンは大規模なイニシアチブにより、1997年11月にザールブリュッケンにおいてオイロゾーラーのドイツ・ソーラー賞を授与された。

#### メディア
- ズーリンガー・クライスツァイトゥング
- ディー・ヴォーヒェンポスト
- ディー・ゾンタークスチップ

### 交通

#### 道路
1991年と1993年のバイパス道路開通以降、連邦道 B214号線はズーリンゲン中心部の南を通っており、西に位置する郡庁所在地のディープホルツと東に位置するニーンブルク/ヴェーザーとを結んでいる。連邦道B61号線もやはりバイパス道路として、北のブレーメンと南のミンデンとを結んでいる。

#### バス
ズーリンゲンから以下のバス路線がある。
- 123 ズーリンゲン - シュヴァフェルデン - バッスム（ブレーメン行きに接続する）
- 133 ズーリンゲン - キルヒドルフ - ヴァーゲンフェルト - ラーデン
- 137 ズーリンゲン - ヴァレル - レーデン - ディープホルツ
- 138 ズーリンゲン - ジーデンブルク - ボルステル - ニーンブルク/ヴェーザー（ハノーファー行きに接続する）
- 158 ズーリンゲン - エーレンブルク - ツヴィストリンゲン

バス路線には、ブレーメン/ニーダーザクセン交通連盟の運賃が適用される。この他にズーリンゲン行きの多くのスクールバス路線がある。
2019年12月15日以降、バス路線 123 と 138 はランデスバス路線（幹線バス路線）として運行している。

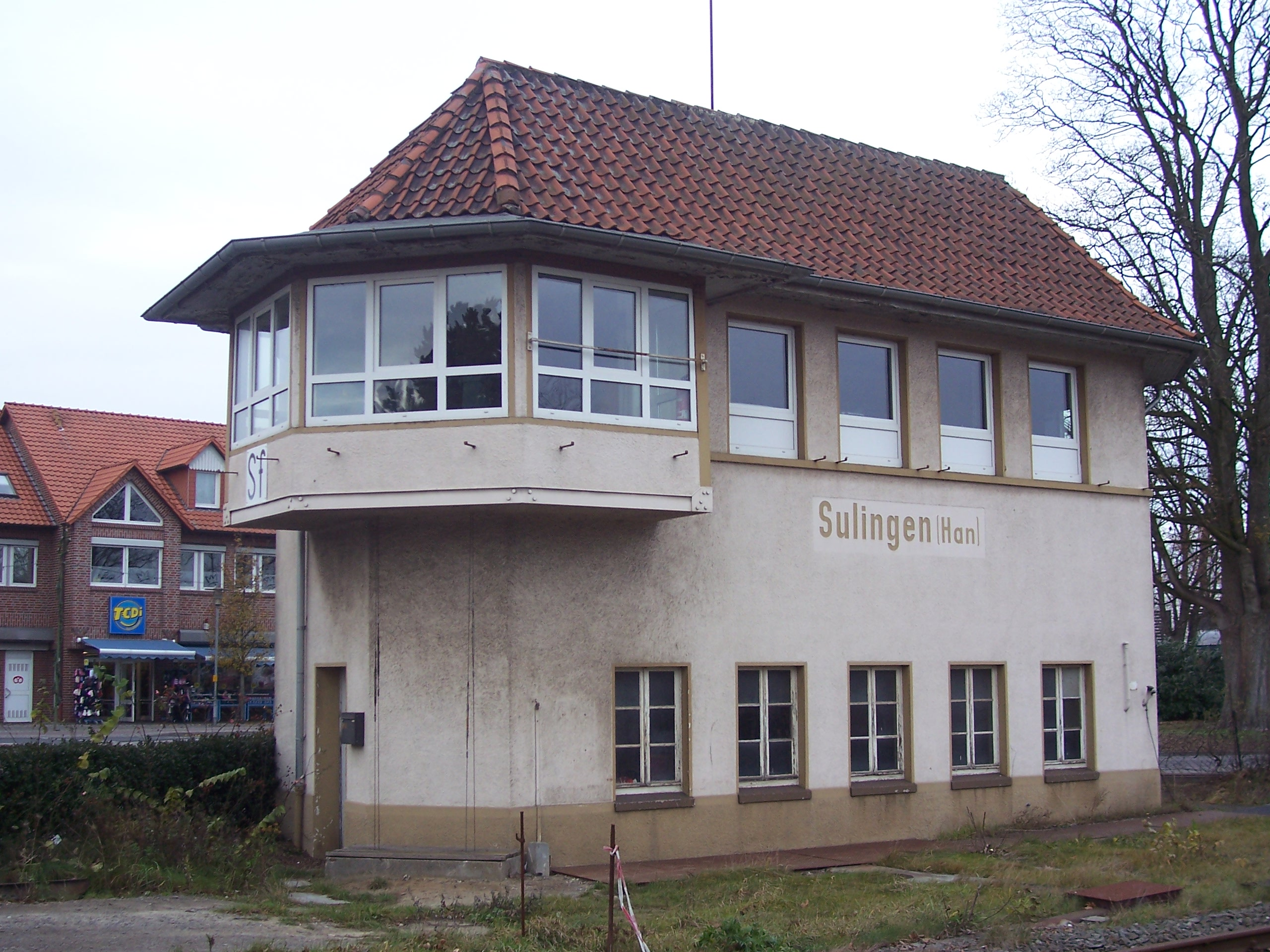
ズーリンゲン駅のポイント切替所

#### 鉄道
- バッスム - ヘルフォルト線
- ニーンブルク - ディープホルツ線

これらの路線はかつて旅客運行をしていたが、現在は貨物列車が走行するだけである。エクソンモービルの硫黄や石油の輸送車両が走行する路線があり、ディープホルツからズーリンゲンで方向転換し、バーレンブルクに向かう。この方向転換を避けるために、ディープホルツからズーリンゲンに向かってきた路線をズリンゲンの南西に接続のためのカーブ（南カーブ）を設けて、南のバーレンブルクにあるエクソンモービルへ向け、ラーデンの北につなげるか、あるいは大部分が撤去されているバッスム - ヘルフォルト線を再開させるかしようとする計画がある。これによりかつての駅や線路の広大な敷地が開発されることになる。南カーブの建設に関しては、まだ決定していない。ニーダーザクセン州経済省から委託を受けたドイツ航空宇宙センターの報告は、港との貨物輸送の代替としてこの路線の維持を推奨している。ただし、その可能性はかなり低いと考えられている。

#### ズーリンゲン交差の歴史
ズーリンゲンはかつて4方向から鉄道が通じていた。ズーリンゲン交差を経由してブレーメンからビーレフェルトへ南北に鉄道が通っていた。この路線を、クックスハーフェン、ブレーマーハーフェンあるいはヴィルヘルムスハーフェンからフランクフルト・アム・マイン、パーダーボルンあるはハムへの長距離列車が運行していた。このブレーメン - ビーレフェルト線の一部であるバッスム - ラーデン間の旅客運行は1994年に廃止され、1997年には貨物運行も廃止された。ズーリンゲンには東西にディープホルツ - ニーンブルク線も通っていた。旅客運行は、1966年に西方面が、1969年には東方面が廃止され、ニーンブルクへの貨物運行も1997年に廃止された。

### 公共機関
- 市役所
- 市文書館を併設したズーリンゲン公民館
- ズーリンゲン区裁判所
- ズーリンゲン警察署
- 職業安定所
- ズーリンゲン消防団
- 連邦技術支援隊
- ドイツ赤十字ズーリンゲン救急隊
- 水管理、沿岸保護および自然保護のためのニーダーザクセン州政府機関の事務所

### 教育
- ズーリンゲン基礎課程学校
- オーバーシューレ・ズーリンゲン（2012年夏から）以下の学校を含む
  - 本課程学校（エーデンシューレ）
  - 実科学校（カール＝プリューター＝シューレ）
- ギムナジウム・ズーリンゲン
- リンデンシューレ・ズーリンゲン
- ズーリンゲン職業教育センター（Dr. ユルゲン・ウルデルプ職業教育センター）

### 社会福祉機関
- 多くの幼稚園、保育園
- ドイツ赤十字、ズーリンゲン、グロース・レッセン、クラインレッセンに地区支部がある。
- ズーリンゲン青年センター、ガルテナー通り
- 福祉団体フライシュタットの老人介護
- バリエン/ズーリンゲン老人ホーム
- アム・パーク老人ホーム
- ハウス・アム・ズーレタール、慈善福祉団体の老人ホーム

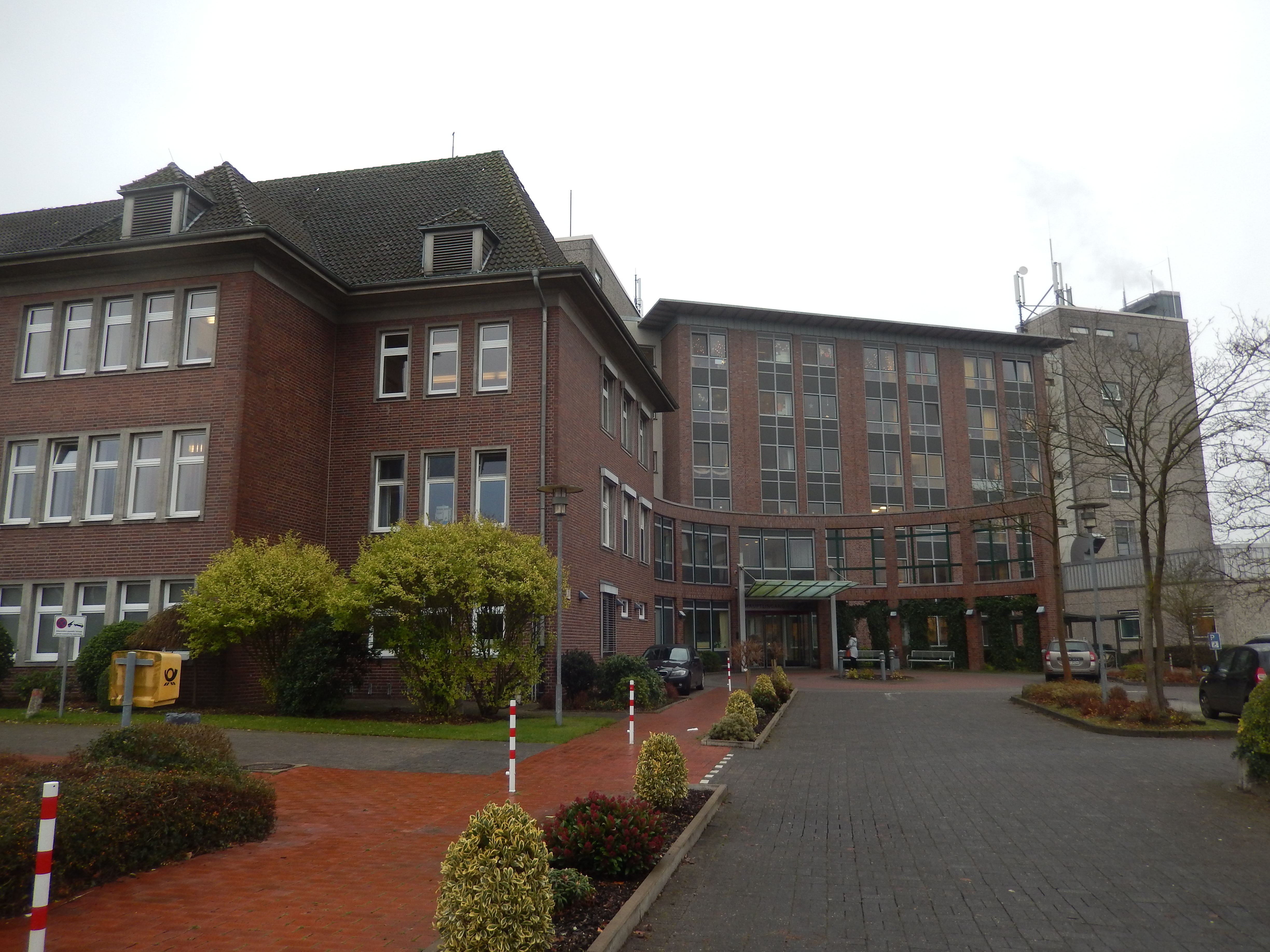
ズーリンゲン病院

### 健康、医療
ズーリンゲンは病院の所在地である。病院はディープホルツ郡病院連盟に加盟している。災害時にはヘリコプターの離着陸場が用意されている。

### 教会
- 福音主義＝ルター派教会（ニコライ教会）、北教区、東教区、バーレンブルクにあたる南教区がある。
- 福音主義自由教会（バプテスト）
- カトリック聖マリエン教会
- エホバの証人、ズーリンゲン集会所
- 新使徒教会（ドイツ語版、英語版）

### スポーツ

#### スポーツ施設
- 市立スポーツパーク
- レジャープール、屋内プール
- グロース・レッセン、ノルトズーリンゲン、ラートローゼンのスポーツ広場
- 市立公園のテニスコート
- 体育館: アムゼルヴェーク、アム・デーペンポール、シュメリング通り、エーデン体育館、アム・ミューレンホーフ、グロース・レッセン
- ブレスラウアー通りの射撃場

#### スポーツクラブ
- シュッツェンフェライン（射撃クラブ）1848年から
- トゥルン・ウント・シュポルトフェライン・ズーリンゲン（スポーツクラブ）1880年から
- シュッツェンゲゼルシャフト（射撃協会）1896年から
- フスバルクツプ・ズーリンゲン（サッカークラブ）1947年から
- シュポルトフェライン・レッセン（スポーツクラブ）1947年から
- DBK-ブライトシャフト・ズーリンゲン、水泳監視の専門サービスがある
- テニスクラブ「ゲルプ-ヴァイス」ズーリンゲン、1962年から
- シュポルトフロインデ・ラートローゼン（スポーツ愛好会）1967年から
- アンゲラーシュポルトフェライン・ズーリンゲン（スポーツ釣りクラブ）1948年から
- シャッハフロインデ・ズーリンゲン（チェス愛好会）1950年から
- モーター＝スポーツ＝ゲマインシャフト・ズーリンガー・ラント（モータースポーツクラブ）1960年から
- ケーゲルフェライン・ズーリンゲン・ウント・ウムゲブング（ケーゲルクラブ）1967年から
- ライト・ウント・ファールフェライン・マーゼン＝ズーリンゲン・ウントウムゲブング（乗馬クラブ）1969年から
- ライトクルプ・ズーリンゲン（乗馬クラブ）1975年から
- ライト・ウント・ファールフェライン・コルデヴァイ（乗馬クラブ）2000年から
- クナイプ＝フェライン・ズーリンゲン（クナイプ健康法クラブ）1953年から
- サウンド・オブ・ズーリンゲン e.V.（マーチングバンド）旧シュピールマンスツーク・ズーリンゲン

## 人物

### 出身者
- リーゼル・ヴェステルマン（1944年 -　）陸上競技選手。1968年メキシコシティーオリンピック女子円盤投銀メダリスト
- ヴァルター・モンパー（1945年 - ）政治家、政治学者。ベルリンの壁崩壊時の西ベルリン市長。
- ゲルト・ナーゲル（ドイツ語版、英語版）（1957年 - ）陸上競技選手。1979年夏季ユニバーシアード走高跳金メダリスト
- ヤン・ローゼンタール（1986年 - ）サッカー選手
- オズカン・ユルドゥルム（ドイツ語版、英語版）（1993年 -　）サッカー選手

### ゆかりの人物
- ゴードン・ゴロプ（1912年 -　1987年）第二次世界大戦時のエース・パイロット。ズーリンゲンで亡くなった。
- ミヒャエル・シュルツ（ドイツ語版、英語版）（1961年 - ）サッカー選手。ジュニア時代に TuS ズーリンゲンに所属した。

## 関連図書
- Magistrat Sulingen, ed (1929). 900 Jahre Sulingen. Sulingens Vergangenheit und Gegenwart von Heinrich Constabel. Magistrats Sulingen
- Erich Plenge, ed (1979/1982/1984/1985). Chronik von Stadt und Land Sulingen (Band 1–4). Sulingen
- Georg Dehio (1992). “Sulingen”. Handbuch der Deutschen Kunstdenkmäler. Bremen/Niedersachsen. München/Berlin. p. 1265-
- Sulingen in den Fünfzigern. Ein Bildspaziergang. Bassum. (1997)
- Matthias Wendland, ed (2004). Sulingen. Geschichte und Geschichten
- K. Wilhelm Köster, Nora Plate, ed (2004). Twüschen Ützen un Piedelpoggen. Sulingen
- Andrea Baumert; Nancy Kratochwill-Gertich (2005). “Sulingen”. In Herbert Obenaus, David Bankier, Daniel Fraenkel. Historisches Handbuch der jüdischen Gemeinden in Niedersachsen und Bremen. Band 1 und 2. Göttingen. pp. 1456–1463
- Heimatverein Sulingen, ed (2011). Chroniken Sulinger Firmen, Ämter und anderer öffentlicher Einrichtungen
- Stadt Sulingen, ed (2012). Sulingen. Geschichte und Personen
- K. Wilhelm Köster (2014). 150 Jahre Sport in Sulingen